# Бернхард III (маркграф Баден-Бадена)
Бернхард III Баден-Баденский (нем. Bernhard III. von Baden, 7 октября 1474 — 29 июня 1536, Баден-Баден) — маркграф-регент Бадена в 1515—1533/1535 годах и маркграф Баден-Бадена с 1533/1535 года. Основатель «бернхардинской линии» Баденского дома.

## Биография
Бернхард III был вторым сыном баденского маркграфа Кристофа I и Оттилии фон Катценельнбоген. По желанию его отца марграфский титул должен был получить младший брат Бернхарда Филипп. Бернхард, отказавшийся принять политическое старшинство брата, был вынужден удалиться к бургундскому двору к своему близкому другу Филиппу Красивому — сыну императора Максимилиана и с 1504 года испанскому королю, вместе с которым он был воспитан. Под внешним давлением и душевно истощённый Кристоф I был вынужден изменить своё мнение о престолонаследии, и в 1515 году фактически отошёл от управления маркграфством, передав власть своим сыновьям Филиппу, Бернхарду и Эрнсту. При этом Бернхарду достались владения на левом берегу Рейна: оба графства Шпонхайм и Родемахерн с Узельдингеном и Хеспрингеном. Со смертью Филиппа в 1533 году, не оставившего наследников по мужской линии, его братья окончательно разделили Баден, основав бернхардинскую и эрнестинскую линии баденского дома. Поскольку Бернхард получил хотя и меньшие по площади, но вместе с тем центральные части маркграфства и избрал в качестве резиденции главный город Бадена, он стал называть себя маркграфом Баден-Баденским (нем. Markgraf von Baden-Baden).
В последние годы маркграф Бернхард сочувствовал идеям Реформации и способствовал её распространению в маркграфстве.

## Семья
В 1535 году он заключил брачный союз с Франциской Люксембургской, дочерью Шарля I де Люксембург-Линьи. Их детьми были:
- Филиберт (1536—1569), маркграф Баден-Бадена с 1554 года
- Кристоф (1537—1575), маркграф Баден-Родемахерна с 1556 года